# دونغ جين كيم
دونغ جين كيم هو فنان قتالي كوري الجنوبي، ولد في 20 فبراير 1957 في بوسان في كوريا الجنوبية، وتوفي في 21 فبراير 2015.